# روکسانا بابایان
روکسانا روبنی بابایان (ارمنی: Ռոքսանա Ռուբենի Բաբայան؛  زادهٔ ۳۰ مهٔ ۱۹۴۶) خواننده، بازیگر و سیاستمدار ارمنی‌تبار اهل روسیه است. وی از سال ۱۹۷۳ میلادی تاکنون مشغول فعالیت بوده‌است.

## زندگی‌نامه
وی در ۳۰ مهٔ ۱۹۴۶ در تاشکند به دنیا آمد و از آکادمی هنرهای تئاتر روسیه فارغ‌التحصیل گشت. وی همچنین برنده جوایزی همچون هنرمند افتخاری جمهوری شوروی فدراتیو سوسیالیستی روسیه و هنرمند مردمی روسیه شد.